# Pavlo Olinyk
Pavlo Stanislavovych Olinyk –en ucraniano, Павло Станіславович Олійник– (Jmelnytsky, URSS, 21 de febrero de 1989) es un deportista ucraniano que compite en lucha libre.
Ganó dos medallas de bronce en el Campeonato Mundial de Lucha, en los años 2013 y 2015, y dos medallas en el Campeonato Europeo de Lucha, oro en 2013 y bronce en 2011.

## Palmarés internacional
| Campeonato Mundial | Campeonato Mundial         | Campeonato Mundial | Campeonato Mundial |
| Año                | Lugar                      | Medalla            | Categoría          |
| ------------------ | -------------------------- | ------------------ | ------------------ |
| 2013               | Budapest (Hungría)         | Medalla de bronce  | 96 kg              |
| 2015               | Las Vegas (Estados Unidos) | Medalla de bronce  | 97 kg              |
| Campeonato Europeo |                            |                    |                    |
| Año                | Lugar                      | Medalla            | Categoría          |
| 2011               | Dortmund (Alemania)        | Medalla de bronce  | 96 kg              |
| 2013               | Tiflis (Georgia)           | Medalla de oro     | 96 kg              |